# Front Row
Front Row（フロント・ロー）は、AppleのiMacやMac mini、MacBookなど、Apple Remoteが付属しているMacintoshコンピュータに付属するアプリケーションソフトウェア。Apple Remoteを用い、音楽やDVD-Videoの視聴、写真の閲覧など、Macをリモコン操作することができる。なおMac OS X Lionより廃止された。

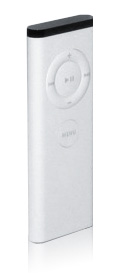
Apple Remote

## 機能
- iTunesライブラリの曲の再生
- 共有されている曲の再生
- ビデオフォルダ内の動画の再生
- 映画予告編の視聴（英語）
- 共有されている動画の再生
- DVD-Videoの再生
- 共有している写真のスライドショー（BGM:メヌエット）
- iPhotoライブラリ内の写真のスライドショー（BGM:メヌエット）
- Mac本体のスリープ（再生ボタン長押しによる）および解除（MENUボタンによる）